# Morkarlstjärnen
Morkarlstjärnen är en sjö i Leksands kommun i Dalarna och ingår i Dalälvens huvudavrinningsområde. Sjön har en area på 0,053 kvadratkilometer och ligger 242,5 meter över havet.

## Delavrinningsområde
Morkarlstjärnen ingår i det delavrinningsområde (673409-147499) som SMHI kallar för Utloppet av Gopen. Medelhöjden är 229 meter över havet och ytan är 19,68 kvadratkilometer. Räknas de 24 avrinningsområdena uppströms in blir den ackumulerade arean 189,38 kvadratkilometer. Faluån (Säpptjärnsån) som avvattnar avrinningsområdet har biflödesordning 3, vilket innebär att vattnet flödar genom totalt 3 vattendrag innan det når havet efter 244 kilometer. Avrinningsområdet består mestadels av skog (72 procent). Avrinningsområdet har 2,57 kvadratkilometer vattenytor vilket ger det en sjöprocent på 13 procent. Bebyggelsen i området täcker en yta av 0,19 kvadratkilometer eller 1 procent av avrinningsområdet.